# Квадратичная иррациональность
Квадрати́чная иррациона́льность — иррациональное число, которое является вещественным корнем некоторого квадратного уравнения {\displaystyle ax^{2}+bx+c=0} с рациональными коэффициентами {\displaystyle a,b,c} (или, что то же, вещественным корнем многочлена 2-й степени с рациональными коэффициентами {\displaystyle ax^{2}+bx+c}). В части источников под квадратичными иррациональностями понимаются в общем случае комплексные корни указанных уравнений.
Иррациональность числа {\displaystyle x} означает, что оно не может быть представлено в виде рационального числа (дроби). Из этого следует, что многочлен {\displaystyle ax^{2}+bx+c=0} неприводим в поле рациональных чисел {\displaystyle \mathbb {Q} ,} то есть не распадается в этом поле на множители первой степени.

## Алгебраические свойства
Решение квадратного уравнения {\displaystyle ax^{2}+bx+c=0} даёт формула:
{\displaystyle x_{1,2}={\frac {-b\pm {\sqrt {D}}}{2a}},}
где {\displaystyle D=b^{2}-4ac} (дискриминант уравнения). Вещественность корня означает, что {\displaystyle D\geqslant 0.}
Следовательно, всякая квадратичная иррациональность имеет вид:
{\displaystyle x=u+v{\sqrt {D}},}
где {\displaystyle u,v,D} — рациональные числа, причём {\displaystyle v\neq 0}, а подкоренное выражение {\displaystyle D} неотрицательно и не является полным квадратом рационального числа.
Примеры: {\displaystyle 11-{\sqrt {2}};\quad {\frac {1+{\sqrt {5}}}{2}}}.
Из определения следует, что квадратичные иррациональности являются алгебраическими числами второй степени. Отметим, что обратный элемент для {\displaystyle x=u+v{\sqrt {D}}} также является квадратичной иррациональностью:
{\displaystyle {1 \over u+v{\sqrt {D}}}={u-v{\sqrt {D}} \over u^{2}-v^{2}D}.}
Число {\displaystyle x'=u-v{\sqrt {D}}} называется сопряжённым для {\displaystyle x=u+v{\sqrt {D}}.} Имеют место формулы:
{\displaystyle (x+y)'=x'+y';\quad (xy)'=x'y';\quad \left({\frac {1}{x}}\right)'={\frac {1}{x'}}.}

## Канонический формат
Без ограничения общности можно упростить уравнение {\displaystyle ax^{2}+bx+c=0} следующим образом.
1. Коэффициенты рассматриваемого уравнения 2-й степени можно сделать целыми числами, поскольку от знаменателей дробей легко избавиться, умножив обе части уравнения на наименьшее общее кратное всех знаменателей. Дискриминант {\displaystyle D} тогда тоже становится целым числом.
2. Если старший коэффициент {\displaystyle a<0,} то умножим уравнение на {\displaystyle -1}.
3. Наконец, разделим полученное уравнение {\displaystyle ax^{2}+bx+c=0} на наибольший общий делитель НОД{\displaystyle (a,b,c)}.

В итоге получим уравнение {\displaystyle ax^{2}+bx+c=0} с целочисленными взаимно простыми коэффициентами, причём старший коэффициент положителен. Это уравнение однозначно связано с парой своих корней, и множество таких уравнений счётно. Поэтому множество квадратичных иррациональностей также счётно. 
Часто удобно в выражении корня {\displaystyle x=u+v{\sqrt {D}},} выполнить ещё одну модификацию: если в каноническое разложение {\displaystyle D} входят какие-либо квадраты, вынесем их за знак радикала, так что оставшееся значение {\displaystyle D} будет свободно от квадратов.

## Квадратичные поля
Сумма, разность и произведение квадратичных иррациональностей с одним и тем же дискриминантом {\displaystyle D} либо имеют тот же формат, либо являются рациональными числами, поэтому вместе они образуют поле, являющееся нормальным расширением второй степени поля рациональных чисел ℚ. Это поле обозначается {\displaystyle \mathbb {Q} ({\sqrt {D}})} и называется квадратичным полем. Всякое такое расширение {\displaystyle \mathbb {Q} } может быть получено описанным способом. Группа Галуа расширения, кроме тождественного автоморфизма, содержит отображение иррационального числа в сопряжённое ему (в указанном выше смысле).
Предположим, что, как описано выше, {\displaystyle D} — свободное от квадратов целое число. Тогда для разных значений {\displaystyle D} получаются разные квадратичные поля .
Для квадратичного поля можно построить его кольцо целых, то есть множество корней приведённых многочленов с целыми коэффициентами, у которых старший коэффициент равен 1. Свободное от квадратов {\displaystyle D} не может делиться на 4, поэтому возможны два случая в зависимости от того, какой остаток даёт {\displaystyle D} при делении на 4.
1. Если {\displaystyle D} имеет вид {\displaystyle 4k+1,} то целые элементы — это числа вида {\displaystyle m+n\cdot {\tfrac {1+{\sqrt {D}}}{2}}}, где {\displaystyle m,n} — натуральные числа.
2. Если {\displaystyle D} имеет вид {\displaystyle 4k+2} или {\displaystyle 4k+3,} то целые элементы — это числа вида {\displaystyle m+n{\sqrt {D}}}, где {\displaystyle m,n} — натуральные числа.

## Связь с непрерывными дробями
Вещественные квадратичные иррациональности связаны с непрерывными дробями теоремой Лагранжа (иногда называемой теоремой Эйлера—Лагранжа):
| Вещественное число является квадратичной иррациональностью тогда и только тогда, когда оно разлагается в бесконечную периодическую непрерывную дробь. |

Пример:
{\displaystyle {\sqrt {3}}=1.732\ldots =[1;1,2,1,2,1,2,\ldots ]}
Непрерывная дробь, у которой период начинается с первого же звена, называется чисто периодической. Эварист Галуа в 1828 году доказал: непрерывная дробь для квадратической иррациональности {\displaystyle x} будет чисто периодической тогда и только тогда, когда {\displaystyle x>1}, а сопряжённая иррациональность {\displaystyle x'} лежит в интервале {\displaystyle (-1;0)}. Он доказал также, что в случае чисто периодического разложения сопряжённая квадратическая иррациональность имеет те же звенья, но расположенные в обратном порядке.

## Обобщение
Квадратичная иррациональность является частным случаем «иррациональности {\displaystyle n}-й степени», которая является  корнем неприводимого в поле {\displaystyle \mathbb {Q} } многочлена {\displaystyle n}-й степени с целыми коэффициентами. Рациональные числа получаются при {\displaystyle n=1,} а квадратичные иррациональности соответствуют случаю {\displaystyle n=2.}
Некоторые источники включает в число квадратичных иррациональностей также и комплексные корни квадратных уравнений (например, гауссовы целые числа или числа Эйзенштейна).
Г. Ф. Вороной в работе «О целых алгебраических числах, зависящих от корня уравнения 3-й степени» (1894) распространил теорию (включая непрерывные дроби) на случай кубических иррациональностей.

## История
Феодор Киренский и его ученик Теэтет Афинский (IV в. до н. э.) первыми доказали, что если число {\displaystyle N} не представляет собой полный квадрат, то {\displaystyle {\sqrt {N}}} не является рациональным числом, то есть не может быть точно выражен в виде дроби. Это доказательство опиралось на «лемму Евклида». Евклид посвятил этим вопросам десятую книгу своих «Начал»; он, как и современные источники, использовал основную теорему арифметики.